# Куэйл, Стивен
Стивен Куэйл (англ. Steven Quale) — американский кинорежиссёр, известный по фильмам «Пункт назначения 5» и «Навстречу шторму», а также по сотрудничеству с Джеймсом Кэмероном в качестве режиссёра второго состава (англ. second unit director).

## Фильмография
- Титаник / Titanic — режиссёр второго состава, актёр (механик в машинном отделении, камео)
- Суперпожар (ТВ-фильм) / Superfire (2002) — режиссёр
- Особняк с привидениями / The Haunted Mansion (2003) — оператор второго состава
- Чужие из бездны / Aliens of the Deep (2005) — режиссёр (совместно с Джеймсом Кэмероном)
- Аватар / Avatar (2009) — супервайзер спецэффектов, режиссёр второго состава
- Пункт назначения 5 / Final Destination 5 (2011) — режиссёр
- Навстречу шторму / Into the Storm (2014) — режиссёр
- Безбашенные / Renegades (2017) — режиссёр
- Грейхаунд / Greyhound (2020) — оператор второго состава